# Benjamin Franklin Mudge

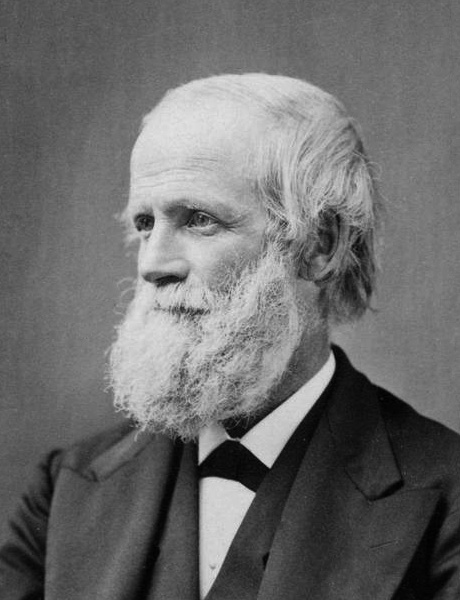
Benjamin Franklin Mudge, 1870er Jahre

Benjamin Franklin Mudge (*  11. August 1817 in Orrington, Massachusetts; † 21. November 1879 in Manhattan, Kansas)  war ein US-amerikanischer Anwalt, Geologe, Paläontologe und Lehrer. Er war einer der erfolgreichsten Dinosaurier-Jäger und Fossiliensammler der USA des 19. Jahrhunderts.

## Leben
Der im heutigen Maine geborene Benjamin Mudge stammte aus einer Methodisten-Familie und zog mit seiner Familie 1818 nach Lynn in Massachusetts, wo er aufwuchs. Als junger Mann arbeitete er sechs Jahre als Schuster, um seine Familie zu unterstützen, bevor er an der Wesleyan University Naturwissenschaften und klassische Sprachen studierte und 1840 auch abschloss. Später erhielt er dort den Titel Master of Arts. Er schloss ein Jurastudium an  und wurde 1842 als Anwalt zugelassen. Im selben Jahr heiratete er. 1852 wurde er zum Bürgermeister von Lynn gewählt. 1859 zog er nach Kentucky, wo er als Chemiker für eine Erdölgesellschaft arbeitete, und 1861 nach Kansas, wo er als Lehrer tätig war. Während des Bürgerkrieges zog er nach Quindaro, einer Hochburg der Abolitionisten, um seine Anti-Sklaverei-Einstellung zu demonstrieren. Er hielt 1864 Vorlesungen über Geologie und deren wirtschaftliche Bedeutung, die die Kansas Legislature in Topeka veranlassten, eine geologische Landesaufnahme (Geological Survey) einzurichten und Mudge wurde der erste Staatsgeologe von Kansas. Trotz schmalem Budgets konnte er bereits im selben Jahr einen ersten Bericht abliefern, der sich auf Stratigraphie und Bodenschätze (Kohle, Salz) konzentrierte. Ein vollständigerer Report wurde im Jahr darauf von Swallow erstellt; danach ruhte die Landesaufnahme bis zur Neugründung des Kansas Geological Survey 1895. Mudge wurde 1865 Professor für Naturwissenschaften am Kansas State Agricultural College (KSAC), der späteren University of Kansas. 1873 gab er die Professur nach einem Streit über die Bezahlung auf. Er grub danach in Vollzeit für Othniel Charles Marsh aus, wobei er mit dem Assistenten von Marsh, Samuel Wendell Williston, zusammenarbeitete.
Mit dem systematischen Fossiliensammeln in Kansas begann er 1865. Zu seinen bekanntesten Funden gehört der Fund von Diplodocus (dessen Knochen dort schon zuvor von Oramel Lucas gefunden worden waren), den er 1877 in Garden Park bei Cañon City in Colorado mit Williston ausgrub und der von Marsh beschrieben wurde. Dort wurden 1876 erste Dinosaurier entdeckt, worauf im Rahmen der Bone Wars zwischen Edward Drinker Cope und Marsh zunächst Cope dort graben ließ und 1877 Marsh, der Mudge und Williston dorthin schickte. 1877 fand Mudge mit Williston in Garden Park auch den Holotyp von Allosaurus. Die Funde von 1877 in Garden Park waren aber schlecht erhalten und Marsh beorderte Mudge bald darauf wieder an die ergiebige Fundstelle von Como Bluff im Wyoming-Territorium. 1872 entdeckte er den Holotyp von Ichthyornis und sandte ihn an Marsh, als das erste Vogelfossil mit Zähnen (beim Londoner Archaeopteryx waren sie zuvor durch Richard Owen übersehen worden). 1875 veröffentlichte er die erste geologische Karte von Kansas.
Die meisten Funde sandte er an Paläontologen an der Ostküste, die sie auch beschrieben, und in den großen Museen der Ostküste wie dem Smithsonian und Peabody Museum finden sich viele seiner Funde. Zu den Wissenschaftlern, mit denen er Kontakte hatte, gehören Marsh (Peabody Museum) und sein großer Konkurrent Cope (Philadelphia), Louis Agassiz (Harvard), James Dwight Dana (Yale), Leo Lesquereux als Botaniker und Fielding Bradford Meek, einem Experten für Mollusken.
1867 gründete er mit John D. Parker die Kansas Natural History Society und wurde deren Präsident. 1878 wurde er Fellow der American Association for the Advancement of Science.

## Schriften
- First Annual Report of the Geology of Kansas, Lawrence, Kansas, 1866, Archive